# Chorverband Rheinland-Pfalz
Der Chorverband Rheinland-Pfalz e. V. ist eine Vereinigung von Chören und Chorvereinigungen in Rheinland-Pfalz. Bis zum 31. Dezember 2017 war er als Landesverband Mitglied im Deutschen Chorverband.

## Beschreibung
Dem Verband gehören etwa – laut Bestandserhebung 2019 – 1.300 Chöre mit ca. 90.000 Mitgliedern in Rheinland-Pfalz (ausgenommen des Gebietes der Pfalz) an. Etwa 34.000 Sänger singen aktiv. Sie werden unterstützt von ca. 56.000 fördernden Mitgliedern in den Chorvereinigungen.
Dem Chorverband Rheinland-Pfalz e. V. gehören 25 rechtlich selbständige Kreis-Chorverbände an, die wiederum 5 Regionen als unselbständige Untergliederungen des Chorverbandes Rheinland-Pfalz bilden:
- Region 1: Altenkirchen, Rhein-Lahn, Unterlahn und Westerwald
- Region 2: Ahrweiler, Koblenz, Mayen, Rhein-Mosel und Neuwied
- Region 3: Bad Kreuznach, Birkenfeld, Cochem, Hunsrück, Mittelrhein und Zell
- Region 4: Bernkastel-Wittlich, Bitburg-Prüm, Vulkaneifel Daun, Trier-Stadt und Trier-Saarburg
- Region 5: Alzey, Bingen, Mainz, Oppenheim und Worms[2]

## Geschichte
Der Chorverband wurde 1948 in Koblenz als „Sängerbund Rheinland-Pfalz e. V.“ gegründet. Seit dem Jahr 2005 trägt er den Namen Chorverband Rheinland-Pfalz. Im Jahr 2019 konnte der Chorverband sein 70-jähriges Jubiläum feiern.

## Aufgaben und Ziele
- Erhaltung und Förderung des Chorgesangs als kulturelle Gemeinschaftsaufgabe
- Förderung des Verständnisses für alle Bereiche der Kunst in möglichst breiten Schichten der Bevölkerung sowie Förderung der musikalischen Bildung in Kinder- und Jugendchören als ergänzende Maßnahme zur Musikerziehung in den Schulen
- Unterstützung und Beratung in organisatorischen und wirtschaftlichen Fragen
- Aus- und Fortbildung von Chorleiterinnen und Chorleitern
- Aus- und Fortbildung von Sängerinnen und Sängern
- Aus- und Fortbildung von Erzieherinnen und Erziehern
- Aus- und Fortbildung im Bereich des Vereinsmanagements

## Aktivitäten und Einrichtungen
1. Aus- und Fortbildungsseminare für Sänger
2. Aus- und Fortbildungsseminare für Chor- und Vizechorleiter
3. Fortbildungen/Schulungen im Bereich Vereins- und Verbandsmanagement
4. Fortbildungsmaßnahmen für Erzieher
5. Finanzielle Förderung von Eigeninitiativen der Mitgliedsvereinigungen (z. B. Chor-Coaching)
6. Eigene Marke „CANDORO“ für Veranstaltungen und Musikproduktionen
7. Leistungssingen in unterschiedlichen Qualifikationsstufen mit den Titeln „Leistungschor“, „Konzertchor“ und „Meisterchor“ des Chorverbandes Rheinland-Pfalz
8. Unterhaltung von überregionalen Verbandsensembles (derzeit „JAZZconVoice“ und „Sonntagschor“) zur Impulsgebung an die Basis
9. Ehrungen

## Verbandsleitung, Gremien
Die Verbandsleitung gliedert sich in ein Geschäftsführendes Präsidium sowie ein Gesamtpräsidium. Dieses wird in musikalischer Hinsicht vom Musikausschuss unterstützt, dem u. a. Verbandschorleiter und die Regionalchorleiter der fünf Regionen angehören.